# Armando Blondel
Armando Blondel (Tacna, 3 de junio de 1850 - Arica, 7 de junio de 1880) fue un comerciante y militar peruano, héroe de la batalla de Arica. 

## Biografía
Hijo del comerciante francés Luis Blondel y de la dama tacneña María Dolores Suárez, fue bautizado como Luis Armando Roberto del Corazón de Jesús Blondel.
Según parece, se educó en su ciudad natal, en el colegio que regentaba el ilustre sacerdote español Sebastián Sors. Luego se dedicó al comercio, apoyando a su padre en sus negocios. Se hallaba radicado en Oruro cuando estalló la Guerra del Pacífico en 1879, y rápidamente, se enroló en el ejército peruano. Al igual que Alfonso Ugarte  y otros jóvenes peruanos, abandonó su holgada posición económica para servir a su patria. Años después, en 1902, su hermana Ernestina diría: “A consecuencia de ese mismo abandono, sus bienes sufrieron tal detrimento, que sus herederos apenas alcanzamos a lograr un aparte significativa”.
Con el grado de sargento mayor y como tercer jefe del Batallón Artesanos de Tacna N.º 29, pasó a defender el puerto de Arica. Asistió a la Junta de guerra que el coronel Francisco Bolognesi convocó el 28 de mayo de 1880 al saberse de la derrota sufrida por el ejército aliado en la batalla del Alto de la Alianza. Pese a su precaria situación, los defensores de Arica acordaron resistir hasta el final. No asistió a la junta del 5 de junio (donde se dio la famosa respuesta al parlamentario chileno Salvo), porque en esa ocasión solo fueron citados los Comandantes Generales, los Jefes de Estado Mayor, los jefes de los batallones y de las baterías y el comandante del monitor Manco Cápac. 
Durante los primeros días de junio de 1880, fue destacado a la batería emplazada al Este, cerca del Morro. El ataque chileno se produjo al amanecer del día siete. Viéndose atacado por fuerzas cuatro veces superiores, Blondel se retiró hacia las posiciones principales, y con singular valor mantuvo a raya a uno y otro atacante, defendiendo el pabellón peruano que flameaba en el Morro, hasta que un balazo acabó con su vida.